# Olaf Hanel
Olaf Hanel (21. ledna 1943 Praha – 1. prosince 2022 Lysá nad Labem) byl český malíř, sochař, konceptuální umělec, kurátor a pedagog. 

## Život
Jeho otec Robert Hanel byl sudetský Němec, který pracoval jako úředník v továrně Kolben-Daněk. V dubnu 1945 spáchal sebevraždu a rodina se třemi dětmi se přestěhovala z pražských Holešovic do Světlé nad Sázavou. Olaf Hanel navštěvoval výtvarnou školu, kterou vedl akademický malíř František Antonín Jelínek. Během studia na Vysoké pedagogické škole v Pardubicích v letech 1960–1965 publikoval své první kresby v časopisech Host do domu, Plamen, Tvorba a dalších. V letech 1967–1971 byl ředitelem Galerie výtvarného umění v Havlíčkově Brodě. Odešel do Prahy a stal se členem Křižovnické školy čistého humoru bez vtipu. Byl signatářem Charty 77 a v rámci akce Asanace přinucen k emigraci. 
V únoru 1979 odešel z Československa a v Rakousku požádal o politický azyl. O rok později se přestěhoval za bratrem Petrem do Kanady, který tam emigroval už po srpnové okupaci Československa. Olaf Hanel žil v Sherbrooku, Montréalu a Torontu. Určitou dobu spolupracoval s exilovým nakladatelstvím Sixty-Eight Publishers Zdeny Salivarové a Josefa Škvoreckého. Do Československa se vrátil v roce 1991. Na počátku kariéry se věnoval kresleným vtipům, později mj. performancím. Byl dlouholetým kurátorem Českého muzea výtvarných umění v Praze. Je autorem obalů hudebních alb skupiny The Plastic People of the Universe.